# Lieuron
Lieuron (bret. Luzron) – miejscowość i gmina we Francji, w regionie Bretania, w departamencie Ille-et-Vilaine.
Według danych na rok 1990 gminę zamieszkiwało 505 osób, a gęstość zaludnienia wynosiła 30 osób/km² (wśród 1269 gmin Bretanii Lieuron plasuje się na 827. miejscu pod względem liczby ludności, natomiast pod względem powierzchni na miejscu 601.).